# Марксер, Мелитта
Мелитта Марксер (нем. Melitta Kaiser; 8 сентября 1923, Шанвальд, Лихтенштейн — 13 февраля 2015, Вадуц, Лихтенштейн) — лихтенштейнская активистка, десятилетиями боровшаяся за избирательные права женщин. Наибольшую известность ей принесло выступление в Совете Европы в 1983 году, где он стремилась заручиться международной поддержкой в деле защиты избирательных прав женщин.

## Биография
Мелитта Кайзер родилась 8 сентября 1923 года в Шанвальде (Лихтенштейн), и выросла там в семье с четырьмя братьями и сёстрами. После окончания средней школы Кайзер начала работать на керамической фабрике. В возрасте 25 лет она уволилась, выйдя в 1949 году замуж за Феликса Марксера (1922—1997), от которого родила трёх дочерей. По мере того как её дети росли, она всё больше осознавала неравенство и двойные стандарты, с которыми сталкивались женщины в Лихтенштейне, и тот факт, что из её семьи только муж может голосовать на выборах. Мелитта поддерживала дочерей в их стремлении получить высшее образование и активно боролась за то, чтобы девочкам разрешили посещать среднюю школу, добившись этого в 1960-х годах.
Что же нам было делать? Просто сидеть тихо в надежде, что наши политические права признают? Если бы мы вели себя так, то не имели бы сегодня права голоса
Марксер и другие феминистки страны обратили своё внимание на состоявшийся в 1968 году референдум о женском избирательном праве, который провалился. Они создали «Комитет за избирательное право женщин» (нем. Komitée für das Frauenstimmrecht), целью которого было добиться получения женщинами права голоса. В 1971 и 1973 годах референдумы по этому вопросу вновь провалились, поскольку большинство голосовавших выступало против этого. Не сумев продвинуться вперёд в своём деле, в 1981 году Марксер и другие феминистки сформировали «Aktion Dornröschen» (Dornröschen ― немецкое название сказки «Спящая красавица»). В рамках неё женщины подали жалобу в Конституционный суд, утверждая, что их права были ущемлены. В 1982 году дело было прекращено. Правительство отказалось пересматривать ситуацию, вынудив Марксер и 11 других активисток «Спящей красавицы» предпринять другие действия. Они путешествовали по всей Европе, рассказывая о своём бесправии. В 1983 году они выступили во французском Страсбурге в Совете Европы, где представили эту проблему. Это выступление вызвало критику в Лихтенштейне за то, что страна оказалась в центре внимания международного сообщества, но оно также и возымело действие. 2 июля 1984 года мужчины-избиратели в Лихтенштейне предоставили полное избирательное право женщинам.
В 2002 году был снят швейцарский документальный фильм «Die andere Hälfte» («Другая половина»), рассказывающий о Марксер и борьбе за права женщин в Лихтенштейне. Мелитта Марксер умерла 13 февраля 2015 года.